# Lijst van Eugongylinae
Onderstaand een lijst van alle soorten skinken uit de onderfamilie Eugongylinae. Er zijn 439 soorten in 46 geslachten, tien geslachten zijn monotypisch en worden slechts door een enkele soort vertegenwoordigd. 
- Ablepharus bivittatus
- Ablepharus budaki
- Ablepharus chernovi
- Ablepharus darvazi
- Ablepharus deserti
- Ablepharus grayanus
- Ablepharus kitaibelii
- Ablepharus lindbergi
- Ablepharus pannonicus
- Ablepharus rueppellii
- Anepischetosia maccoyi
- Bassiana duperreyi
- Bassiana platynota
- Bassiana trilineata
- Caesoris novaecaledoniae
- Caledoniscincus aquilonius
- Caledoniscincus atropunctatus
- Caledoniscincus auratus
- Caledoniscincus austrocaledonicus
- Caledoniscincus chazeaui
- Caledoniscincus constellatus
- Caledoniscincus cryptos
- Caledoniscincus festivus
- Caledoniscincus haplorhinus
- Caledoniscincus notialis
- Caledoniscincus orestes
- Caledoniscincus pelletieri
- Caledoniscincus renevieri
- Caledoniscincus terma
- Carinascincus coventryi
- Carinascincus greeni
- Carinascincus metallicus
- Carinascincus microlepidotus
- Carinascincus ocellatus
- Carinascincus orocryptus
- Carinascincus palfreymani
- Carinascincus pretiosus
- Carlia aenigma
- Carlia ailanpalai
- Carlia amax
- Carlia aramia
- Carlia babarensis
- Carlia beccarii
- Carlia bicarinata
- Carlia bomberai
- Carlia caesius
- Carlia crypta
- Carlia decora
- Carlia diguliensis
- Carlia dogare
- Carlia eothen
- Carlia fusca
- Carlia gracilis
- Carlia inconnexa
- Carlia insularis
- Carlia isostriacantha
- Carlia jarnoldae
- Carlia johnstonei
- Carlia leucotaenia
- Carlia longipes
- Carlia luctuosa
- Carlia munda
- Carlia mysi
- Carlia nigrauris
- Carlia pectoralis
- Carlia peronii
- Carlia pulla
- Carlia quinquecarinata
- Carlia rhomboidalis
- Carlia rostralis
- Carlia rubigo
- Carlia rubrigularis
- Carlia rufilatus
- Carlia schmeltzii
- Carlia sexdentata
- Carlia spinauris
- Carlia storri
- Carlia sukur
- Carlia tetradactyla
- Carlia triacantha
- Carlia tutela
- Carlia vivax
- Carlia wundalthini
- Celatiscincus euryotis
- Celatiscincus similis
- Cophoscincopus durus
- Cophoscincopus greeri
- Cophoscincopus senegalensis
- Cophoscincopus simulans
- Cryptoblepharus adamsi
- Cryptoblepharus africanus
- Cryptoblepharus ahli
- Cryptoblepharus aldabrae
- Cryptoblepharus ater
- Cryptoblepharus australis
- Cryptoblepharus balinensis
- Cryptoblepharus bitaeniatus
- Cryptoblepharus boutonii
- Cryptoblepharus buchananii
- Cryptoblepharus burdeni
- Cryptoblepharus caudatus
- Cryptoblepharus cognatus
- Cryptoblepharus cursor
- Cryptoblepharus cygnatus
- Cryptoblepharus daedalos
- Cryptoblepharus egeriae
- Cryptoblepharus eximius
- Cryptoblepharus exochus
- Cryptoblepharus fuhni
- Cryptoblepharus furvus
- Cryptoblepharus gloriosus
- Cryptoblepharus gurrmul
- Cryptoblepharus juno
- Cryptoblepharus keiensis
- Cryptoblepharus leschenault
- Cryptoblepharus litoralis
- Cryptoblepharus megastictus
- Cryptoblepharus mertensi
- Cryptoblepharus metallicus
- Cryptoblepharus nigropunctatus
- Cryptoblepharus novaeguineae
- Cryptoblepharus novocaledonicus
- Cryptoblepharus novohebridicus
- Cryptoblepharus ochrus
- Cryptoblepharus pannosus
- Cryptoblepharus plagiocephalus
- Cryptoblepharus poecilopleurus
- Cryptoblepharus pulcher
- Cryptoblepharus quinquetaeniatus
- Cryptoblepharus renschi
- Cryptoblepharus richardsi
- Cryptoblepharus ruber
- Cryptoblepharus rutilus
- Cryptoblepharus schlegelianus
- Cryptoblepharus tytthos
- Cryptoblepharus ustulatus
- Cryptoblepharus virgatus
- Cryptoblepharus voeltzkowi
- Cryptoblepharus wulbu
- Cryptoblepharus xenikos
- Cryptoblepharus yulensis
- Cryptoblepharus zoticus
- Emoia adspersa
- Emoia aenea
- Emoia aneityumensis
- Emoia arnoensis
- Emoia atrocostata
- Emoia aurulenta
- Emoia battersbyi
- Emoia baudini
- Emoia bismarckensis
- Emoia boettgeri
- Emoia bogerti
- Emoia brongersmai
- Emoia caeruleocauda
- Emoia callisticta
- Emoia campbelli
- Emoia coggeri
- Emoia concolor
- Emoia cyanogaster
- Emoia cyanura
- Emoia cyclops
- Emoia digul
- Emoia erronan
- Emoia flavigularis
- Emoia guttata
- Emoia impar
- Emoia irianensis
- Emoia isolata
- Emoia jakati
- Emoia jamur
- Emoia kitcheneri
- Emoia klossi
- Emoia kordoana
- Emoia kuekenthali
- Emoia laobaoense
- Emoia lawesi
- Emoia longicauda
- Emoia loveridgei
- Emoia loyaltiensis
- Emoia maculata
- Emoia maxima
- Emoia mivarti
- Emoia mokolahi
- Emoia mokosariniveikau
- Emoia montana
- Emoia nativitatis
- Emoia nigra
- Emoia nigromarginata
- Emoia obscura
- Emoia oribata
- Emoia oriva
- Emoia pallidiceps
- Emoia paniai
- Emoia parkeri
- Emoia physicae
- Emoia physicina
- Emoia ponapea
- Emoia popei
- Emoia pseudocyanura
- Emoia pseudopallidiceps
- Emoia reimschiisseli
- Emoia rennellensis
- Emoia ruficauda
- Emoia rufilabialis
- Emoia samoensis
- Emoia sanfordi
- Emoia schmidti
- Emoia similis
- Emoia slevini
- Emoia sorex
- Emoia submetallica
- Emoia taumakoensis
- Emoia tetrataenia
- Emoia tongana
- Emoia tropidolepis
- Emoia trossula
- Emoia tuitarere
- Emoia veracunda
- Epibator greeri
- Epibator nigrofasciolatum
- Eroticoscincus graciloides
- Eugongylus albofasciolatus
- Eugongylus mentovarius
- Eugongylus rufescens
- Eugongylus sulaensis
- Eugongylus unilineatus
- Geomyersia coggeri
- Geomyersia glabra
- Geoscincus haraldmeieri
- Graciliscincus shonae
- Harrisoniascincus zia
- Kanakysaurus viviparus
- Kanakysaurus zebratus
- Lacertaspis chriswildi
- Lacertaspis gemmiventris
- Lacertaspis lepesmei
- Lacertaspis reichenowi
- Lacertaspis rohdei
- Lacertoides pardalis
- Lampropholis adonis
- Lampropholis amicula
- Lampropholis bellendenkerensis
- Lampropholis caligula
- Lampropholis coggeri
- Lampropholis colossus
- Lampropholis couperi
- Lampropholis delicata
- Lampropholis elliotensis
- Lampropholis elongata
- Lampropholis guichenoti
- Lampropholis mirabilis
- Lampropholis robertsi
- Lampropholis similis
- Leiolopisma alazon
- Leiolopisma ceciliae
- Leiolopisma fasciolare
- Leiolopisma mauritiana
- Leiolopisma telfairii
- Leptosiaphos aloysiisabaudiae
- Leptosiaphos amieti
- Leptosiaphos blochmanni
- Leptosiaphos dewittei
- Leptosiaphos dungeri
- Leptosiaphos fuhni
- Leptosiaphos graueri
- Leptosiaphos hackarsi
- Leptosiaphos hylophilus
- Leptosiaphos ianthinoxantha
- Leptosiaphos kilimensis
- Leptosiaphos koutoui
- Leptosiaphos luberoensis
- Leptosiaphos meleagris
- Leptosiaphos pauliani
- Leptosiaphos rhodurus
- Leptosiaphos rhomboidalis
- Leptosiaphos vigintiserierum
- Liburnascincus artemis
- Liburnascincus coensis
- Liburnascincus mundivensis
- Liburnascincus scirtetis
- Lioscincus steindachneri
- Lioscincus vivae
- Lobulia alpina
- Lobulia brongersmai
- Lobulia elegans
- Lobulia glacialis
- Lobulia stellaris
- Lobulia subalpina
- Lygisaurus abscondita
- Lygisaurus aeratus
- Lygisaurus curtus
- Lygisaurus foliorum
- Lygisaurus laevis
- Lygisaurus macfarlani
- Lygisaurus malleolus
- Lygisaurus novaeguineae
- Lygisaurus parrhasius
- Lygisaurus rimula
- Lygisaurus rococo
- Lygisaurus sesbrauna
- Lygisaurus tanneri
- Lygisaurus zuma
- Marmorosphax boulinda
- Marmorosphax kaala
- Marmorosphax montana
- Marmorosphax taom
- Marmorosphax tricolor
- Menetia alanae
- Menetia concinna
- Menetia greyii
- Menetia maini
- Menetia surda
- Morethia adelaidensis
- Morethia boulengeri
- Morethia butleri
- Morethia lineoocellata
- Morethia obscura
- Morethia ruficauda
- Morethia storri
- Morethia taeniopleura
- Nannoscincus exos
- Nannoscincus fuscus
- Nannoscincus garrulus
- Nannoscincus gracilis
- Nannoscincus greeri
- Nannoscincus hanchisteus
- Nannoscincus humectus
- Nannoscincus koniambo
- Nannoscincus manautei
- Nannoscincus mariei
- Nannoscincus rankini
- Nannoscincus slevini
- Oligosoma acrinasum
- Oligosoma aeneum
- Oligosoma alani
- Oligosoma awakopaka
- Oligosoma burganae
- Oligosoma chloronoton
- Oligosoma elium
- Oligosoma fallai
- Oligosoma grande
- Oligosoma hardyi
- Oligosoma homalonotum
- Oligosoma hoparatea
- Oligosoma inconspicuum
- Oligosoma infrapunctatum
- Oligosoma judgei
- Oligosoma kokowai
- Oligosoma levidensum
- Oligosoma lichenigera
- Oligosoma lineoocellatum
- Oligosoma longipes
- Oligosoma maccanni
- Oligosoma macgregori
- Oligosoma microlepis
- Oligosoma moco
- Oligosoma nigriplantare
- Oligosoma northlandi
- Oligosoma notosaurus
- Oligosoma oliveri
- Oligosoma ornatum
- Oligosoma otagense
- Oligosoma pikitanga
- Oligosoma polychroma
- Oligosoma prasinum
- Oligosoma repens
- Oligosoma roimata
- Oligosoma smithi
- Oligosoma stenotis
- Oligosoma striatum
- Oligosoma suteri
- Oligosoma taumakae
- Oligosoma tekakahu
- Oligosoma toka
- Oligosoma townsi
- Oligosoma waimatense
- Oligosoma whitakeri
- Oligosoma zelandicum
- Panaspis africanus
- Panaspis annobonensis
- Panaspis breviceps
- Panaspis burgeoni
- Panaspis cabindae
- Panaspis duruarum
- Panaspis helleri
- Panaspis maculicollis
- Panaspis megalurus
- Panaspis nimbaensis
- Panaspis seydeli
- Panaspis tancredi
- Panaspis thomensis
- Panaspis togoensis
- Panaspis wahlbergi
- Panaspis wilsoni
- Phaeoscincus ouinensis
- Phaeoscincus taomensis
- Phasmasaurus maruia
- Phasmasaurus tillieri
- Phoboscincus bocourti
- Phoboscincus garnieri
- Proablepharus barrylyoni
- Proablepharus kinghorni
- Proablepharus naranjicaudus
- Proablepharus reginae
- Proablepharus tenuis
- Pseudemoia baudini
- Pseudemoia cryodroma
- Pseudemoia entrecasteauxii
- Pseudemoia pagenstecheri
- Pseudemoia rawlinsoni
- Pseudemoia spenceri
- Pygmaeascincus koshlandae
- Pygmaeascincus sadlieri
- Pygmaeascincus timlowi
- Saproscincus basiliscus
- Saproscincus challengeri
- Saproscincus czechurai
- Saproscincus eungellensis
- Saproscincus hannahae
- Saproscincus lewisi
- Saproscincus mustelinus
- Saproscincus oriarus
- Saproscincus rosei
- Saproscincus saltus
- Saproscincus spectabilis
- Saproscincus tetradactylus
- Sigaloseps balios
- Sigaloseps conditus
- Sigaloseps deplanchei
- Sigaloseps ferrugicauda
- Sigaloseps pisinnus
- Sigaloseps ruficauda
- Simiscincus aurantiacus
- Tachygyia microlepis
- Techmarscincus jigurru
- Tropidoscincus aubrianus
- Tropidoscincus boreus
- Tropidoscincus variabilis